# عنيبية
العنيبية (الاسم العلمي: Cocculus) هي جنس من النباتات تتبع الفصيلة البذر القمرية من رتبة الحوذانيات.

## أنواع العنيبية
- عنيبية بلفورية
- عنيبية غارية الأوراق
- عنيبية كارولينية
- عنيبية مدغشقرية
- عنيبية مدورة
- عنيبية وبرية
- عنيبية بورمانية
- عنيبية حورية الأوراق
- عنيبية سهمية الأوراق
- عنيبية سولاوسية
- عنيبية شعاعية
- عنيبية عنقودية
- عنيبية عوسجية
- عنيبية قصيرة السنابل
- عنيبية كثة الزغب
- عنيبية مالابارية
- عنيبية متنوعة الأوراق
- عنيبية متهدلة
- عنيبية مدببة
- عنيبية مستدقة
- عنيبية مستديرة الأوراق
- عنيبية معقوصة
- عنيبية مورية
- عنيبية هوكريانية
- عنيبية يابانية